# Beksaroten
Beksaroten (łac. Bexarotenum) – organiczny związek chemiczny, retinoid należący do retinoidów III generacji (tzw. arotinoidów) o działaniu cytostatyczym, stosowany w leczeniu chłoniaka złośliwego skóry.

## Mechanizm działania
Beksaroten jest selektywnym aktywatorem receptora retinoidowego typu X, podtyp RXR α, RXR ß, RXR γ. Aktywacja tych receptorów sprawia, że zaczynają one funkcjonować jako czynniki transkrypcyjne, regulujące komórkową proliferację i różnicowanie, apoptozę, wrażliwość na insulinę. Receptory RXR tworzą heterodimery z różnymi ligandami istotnymi dla funkcjonowania komórki, co wskazuje, że działanie beksarotenu jest bardziej zróżnicowane niż innych aktywatorów RXR. Wykazano, że beksaroten zatrzymuje wzrost linii komórek hematopoetycznych (wywodzących się z komórek krwiotwórczych) oraz komórek płaskonabłonkowych (złuszczających się). Nie wiadomo jednak, jaki mechanizm wpływa na skuteczność leku w terapii chłoniaka skóry wywodzącego się z komórek T.

## Właściwości farmakokinetyczne
Lek, podany drogą doustną, wchłania się szybko, osiągając po ok. 2 h maksymalne stężenie w osoczu. W 99% wiąże się z białkami osocza. Wydalany jest prawie wyłącznie z kałem, głównie w postaci metabolitów. Badania sugerują, iż izozym 3A4 cytochromu P450 (CYP3A4) odpowiedzialny jest za metabolizm beksarotenu. Głównymi metabolitami są 6- i 7-hydroksybeksaroten oraz 6- i 7-oksobeksaroten, nieposiadające prawie żadnych własności farmakologicznych.

## Wskazania
Beksaroten stosowany jest w leczeniu chłoniaka złośliwego skóry T-komórkowego.

## Przeciwwskazania
- nadwrażliwość na beksaroten,
- kobiety w wieku rozrodczym, które nie chcą lub nie mogą stosować skutecznej antykoncepcji,
- nieleczona hipertrójglicerydemia,
- przebyte zapalenie trzustki,
- niewydolność wątroby,
- nieleczona hipercholesterolemia,
- nieleczone choroby tarczycy,
- zakażenia ogólnoustrojowe,
- hiperwitaminoza A.

## Interakcje
Leki będące inhibitorami cytochromu P450 3A4 oraz sok grejpfrutowy mogą podnosić poziom beksarotenu w osoczu. Leki indukujące czynność tego cytochtomu mogą zaś przyspieszać metabolizm beksarotenu i tym samym powodować obniżenie jego stężenia w osoczu.
Należy zachować ostrożność przy jednoczesnym podawaniu innych substratów CYP3A4 o wąskim zakresie działania, m.in. cytostatyków (etopozyd, alkaloidy Vinca, tamoksyfen, ifosfamid, cyklofosfamid, finasteryd) oraz leków immunosupresyjnych (sirolimus, takrolimus, cyklosporyna).
Gemfibrozyl zażywany łącznie z beksarotenem powoduje wzrost jego stężenia w osoczu, należy więc unikać podawania tych dwóch leków razem.
Beksaroten podawany łącznie z tamoksyfenem obniża jego stężenie we krwi o ok. 35%
U pacjentek chorych na raka jajnika beksaroten powoduje fałszywie podwyższony wynik oznaczenia markera nowotworowego CA125.

## Działania uboczne
Do najczęstszych objawów ubocznych należą:
- leukopenia,
- powiększenie węzłów chłonnych,
- niedokrwistość niedobarwliwa,
- zaburzenia w pracy tarczycy,
- hiperlipidemia, hipercholesterolemia,
- zwiększenie aktywności enzymów wątrobowych,
- bezsenność i inne objawy ze strony układu nerwowego (zawroty głowy),
- zaburzenia widzenia oraz słuchu,
- zaburzenia ze strony przewodu pokarmowego (biegunki, wymioty),
- obrzęki,
- złuszczające zapalenie skóry, świąd, wysypka,
- bóle kości, stawów i mięśni.

Jak większość retinoidów, beksaroten ma działanie teratogenne. W badaniach prowadzonych na niedojrzałych płciowo samcach psów pojawiła się odwracalna aspermatogeneza i zwyrodnienie jąder. Podobnych skutków ubocznych nie zauważono w przypadku samców dojrzałych płciowo. Nie można więc wykluczyć, iż beksaroten wpływać może na płodność. Beksaroten w niektórych przypadkach może powodować powstawanie nieodwracalnej zaćmy.

## Preparaty
Targretin – Ligand Pharmaceuticals – kapsułki elastyczne 75 mg.